# Evangelisch-Lutherisches Dekanat Ansbach
Das Evangelisch-Lutherische Dekanat Ansbach ist eines der 19 Dekanate des Kirchenkreises Ansbach-Würzburg. Partnerdekanate sind Raipinka und Kainantu in Papua-Neuguinea.

## Geografie
Das Gebiet des Dekanats umfasst neben der kreisfreien Stadt Ansbach auch einen großen Teil des Landkreises Ansbach. Im Dekanat liegen die politischen Gemeinden:
| - Ansbach - Bechhofen - Bruckberg - Burgoberbach - Burk - Dietenhofen - Flachslanden | - Herrieden - Lehrberg - Rügland - Sachsen b.Ansbach - Petersaurach - Weidenbach - Weihenzell |

Das Dekanat grenzt an folgende Dekanate (im Uhrzeigersinn beginnend im Westen): Feuchtwangen, Leutershausen, Bad Windsheim, Neustadt an der Aisch, Windsbach,  Gunzenhausen und Wassertrüdingen.

## Geschichte
Durch Georg dem Frommen, der sich als weltlicher summus episcopus verstand, und den Pfarrern Johannes Rurer und Andreas Althammer wurde 1525 im Markgraftum Brandenburg-Ansbach die Reformation im Geiste des evangelisch-lutherischen Bekenntnisses eingeführt und ein Landes-Konsistorium zur Verwaltung der einzelnen Pfarrsprengel der Residenzstadt Ansbach eingesetzt.
1556 wurde das Markgraftum mit Beschluss der Ansbacher Synode in zehn übergeordnete geistliche Aufsichtsbezirke, auch als Dekanat oder Kapitel bezeichnet, eingeteilt, wobei Ansbach exemt blieb. Diese einzelnen Aufsichtsbezirke hatten jeweils einen Superintendenten und ein Kapitel an ihrer Spitze und unterstanden dem Generalsuperintendenten von Ansbach.
Mit dem Ende der Markgrafenzeit und dem Übergang Ansbachs zunächst an Preußen (1791/92) und schließlich an Bayern (1806) kam es auch zu Veränderungen der bis dahin bestehenden kirchlichen Ordnungen. Seit dem 7. Dezember 1810 besteht das Dekanat Ansbach in der heutigen Form. Am  1. April 1845 kam Kleinhaslach dazu, das bis dahin zum Dekanat Markt Erlbach (inzwischen aufgegangen im Dekanat Neustadt an der Aisch) gehörte, am 7. April 1883 die Pfarrei Sachsen aus dem Dekanat Windsbach, 1929 Bechhofen, Burk und Königshofen aus dem Dekanat Wassertrüdingen, 1993 Dietenhofen, Götteldorf und Seubersdorf aus dem Dekanat Neustadt. 2011 wurde die Pfarrei Vestenberg ans Dekanat Windsbach abgetreten.

## Dekane
| von  | bis  | Name                                          |
| ---- | ---- | --------------------------------------------- |
| 1810 | 1817 | Christian Ernst Nikolaus (von) Kaiser         |
| 1819 | 1835 | Theodor Lehmus                                |
| 1835 | 1856 | Christoph Wilhelm Götz (zuerst kommissarisch) |
| 1856 | 1858 | Christian Heinrich Sixt                       |
| 1859 | 1866 | Johann Friedrich Schnitzlein                  |
| 1867 | 1870 | Christoph Karl Hornung                        |
| 1871 | 1883 | Johann Christian Leonhard Seybold             |
| 1883 | 1892 | Gustav Adolf Ebenauer                         |
| 1892 | 1907 | Johann Michael Auerochs                       |
| 1907 | 1910 | Friedrich Langheinrich                        |
| 1910 | 1918 | Rudolf Ullmann                                |
| 1919 | 1925 | Friedrich Immanuel Philipp Lindner            |
| 1926 | 1938 | Rudolf Lieberich                              |
| 1939 | 1948 | Wilhelm Eckardt                               |
| 1948 | 1961 | Emil Flurschütz                               |
| 1961 | 1974 | Heinrich Bezzel                               |
| 1974 | 1987 | Hans Ahrens                                   |
| 1988 | 1998 | Hans Sommer                                   |
| 1998 | 2006 | Matthias Oursin                               |
| 2006 | 2021 | Hans Stiegler                                 |
| 2021 | -    | Matthias Büttner                              |

## Kirchengemeinden
Zum Dekanatsbezirk Ansbach gehören 26 Pfarreien (Pfarrämter), die teilweise aus mehreren Kirchengemeinden (insgesamt 34) bestehen. Hier aufgelistet mit ihren jeweiligen Kirchen:
| - Gesamtkirchengemeinde Ansbach - Ansbach, St. Johannis - Ansbach, Friedenskirche - Ansbach, St. Gumbertus - Ansbach, Heilig-Kreuz - Brodswinden, St. Bartholomäus - Elpersdorf, St. Laurentius - Eyb, St. Lambertus - Meinhardswinden, Christuskirche - Obereichenbach, Dreieinigkeitskirche - Schalkhausen, St. Nikolaus - Bechhofen - Bechhofen, St. Johannis - Bechhofen, St. Katharina - Reichenau, St. Hubertus und Sebastian (Kapelle) - Sachsbach, St. Georg - Bruckberg - Bruckberg, St. Martin - Burk - Burk, Evangelisch-lutherische Pfarrkirche - Dietenhofen - Dietenhofen, St. Andreas - Götteldorf, St. Leonhard - Leonrod, St. Georg - Seubersdorf, St. Maria Magdalena - Flachslanden - Flachslanden, St. Laurentius - Großhaslach - Großhaslach, St. Maria - Ketteldorf, Kirche (ohne Patrozinum) - Herrieden - Herrieden, Christuskirche | - Kleinhaslach - Kleinhaslach, St. Martin - Warzfelden, St. Mauritius - Königshofen - Königshofen, Marienmünster - Lehrberg - Gräfenbuch, St. Peter und Paul - Lehrberg, St. Margaretha - Lehrberg, St. Jobst (Kirchenruine) - Rügland - Rügland, St. Margaretha - Unternbibert, St. Bartholomäus - Sachsen - Neukirchen, St. Peter und Paul - Sachsen, St. Alban - Unterrottmannsdorf, Christuskirche - Sommersdorf - Sommersdorf, Evangelisch-lutherische Pfarrkirche - Thann, St. Peter - Weidenbach - Weidenbach, St. Georg - Weidenbach, Friedhofskirche - Leidendorf, St. Peter und Paul - Weihenzell - Forst, St. Stephanus - Moratneustetten, St. Martin - Weihenzell, St. Jakob - Weihenzell, St. Veit (abgegangene Kapelle) - Wernsbach - Wernsbach, St. Johannes |

Zu den Werken und Einrichtungen zählen
- das Diakonische Werk Ansbach (Innere Mission)
- die Evangelische Kinder-Jugend-Familienhilfe (Heilpädagogische Tagesstätte, Wohngruppen und ambulante Hilfen)